# Вейрен-Тюеллен
Вейре́н-Тюелле́н (фр. Veyrins-Thuellin) — колишній муніципалітет у Франції, у регіоні Овернь-Рона-Альпи, департамент Ізер. Населення — 1889 осіб (2011).
Муніципалітет був розташований на відстані близько 440 км на південний схід від Парижа, 60 км на схід від Ліона, 55 км на північ від Гренобля.

## Історія
До 2015 року муніципалітет перебував у складі регіону Рона-Альпи. Від 1 січня 2016 року належав до нового об'єднаного регіону Овернь-Рона-Альпи.
1 січня 2016 року Вейрен-Тюеллен і Лез-Авеньєр було об'єднано в новий муніципалітет Лез-Авеньєр-Вейрен-Тюеллен.

## Демографія
Динаміка населення (INSEE ):
Розподіл населення за віком та статтю (2006):
| Стать | Всього | До 15 років | 15-24 | 25-44 | 45-64 | 65-85 | Понад 85 |
| --- | ------ | ----------- | ----- | ----- | ----- | ----- | -------- |
| Чоловіки | 849    | 183         | 105   | 248   | 208   | 105   | 0        |
| Жінки | 883    | 195         | 82    | 248   | 228   | 122   | 8        |
| \| Статево-вікова піраміда \| Статево-вікова піраміда \| Статево-вікова піраміда \| \| ----------------------- \| ----------------------- \| ----------------------- \| \| Чоловіки \| Вік \| Жінки \| \| 0 \| 85 + \| 8 \| \| 8 \| 80-84 \| 12 \| \| 24 \| 75-79 \| 24 \| \| 24 \| 70-74 \| 45 \| \| 49 \| 65-69 \| 41 \| \| 53 \| 60-64 \| 61 \| \| 53 \| 55-59 \| 61 \| \| 53 \| 50-54 \| 53 \| \| 49 \| 45-49 \| 53 \| \| 81 \| 40-44 \| 69 \| \| 77 \| 35-39 \| 93 \| \| 49 \| 30-34 \| 49 \| \| 41 \| 25-29 \| 37 \| \| 28 \| 20-24 \| 37 \| \| 77 \| 15-20 \| 45 \| \| 81 \| 10-14 \| 73 \| \| 61 \| 5-9 \| 61 \| \| 41 \| 0-4 \| 61 \| |        |             |       |       |       |       |          |
| Статево-вікова піраміда |        |             |       |       |       |       |          |
| Чоловіки | Вік    | Жінки       |       |       |       |       |          |
| 0 | 85 +   | 8           |       |       |       |       |          |
| 8 | 80-84  | 12          |       |       |       |       |          |
| 24 | 75-79  | 24          |       |       |       |       |          |
| 24 | 70-74  | 45          |       |       |       |       |          |
| 49 | 65-69  | 41          |       |       |       |       |          |
| 53 | 60-64  | 61          |       |       |       |       |          |
| 53 | 55-59  | 61          |       |       |       |       |          |
| 53 | 50-54  | 53          |       |       |       |       |          |
| 49 | 45-49  | 53          |       |       |       |       |          |
| 81 | 40-44  | 69          |       |       |       |       |          |
| 77 | 35-39  | 93          |       |       |       |       |          |
| 49 | 30-34  | 49          |       |       |       |       |          |
| 41 | 25-29  | 37          |       |       |       |       |          |
| 28 | 20-24  | 37          |       |       |       |       |          |
| 77 | 15-20  | 45          |       |       |       |       |          |
| 81 | 10-14  | 73          |       |       |       |       |          |
| 61 | 5-9    | 61          |       |       |       |       |          |
| 41 | 0-4    | 61          |       |       |       |       |          |

## Економіка
2010 року серед 1220 осіб працездатного віку (15—64 років) 936 були активними, 284 — неактивними (показник активності 76,7%, у 1999 році було 70,1%). З 936 активних мешканців працювало 849 осіб (470 чоловіків та 379 жінок), безробітними було 87 (35 чоловіків та 52 жінки). Серед 284 неактивних 100 осіб було учнями чи студентами, 109 — пенсіонерами, 75 були неактивними з інших причин.

У 2010 році в муніципалітеті числилось 759 оподаткованих домогосподарств, у яких проживали 1950,0 особи, медіана доходів виносила 18 315,5 євро на одного особоспоживача